# أنتوني أونيل
أنتوني أونيل (بالإنجليزية: Anthony O'Neill)‏ (1964)؛ روائي أسترالي.